# Ngabean (Secang)
Ngabean is een bestuurslaag in het regentschap Magelang van de provincie Midden-Java, Indonesië. Ngabean telt 3125 inwoners (volkstelling 2010).